# Jan Samec
Jan Samec (14. května 1917, Strakonice – 9. srpna 1988, Karlovy Vary) byl český pedagog a všestranný výtvarník – především malíř, ale i kreslíř, grafik, ilustrátor, keramik a scénograf.

## Život
Narodil se ve Strakonicích 14. května 1917 ještě do poměrů rakousko-uherských, své vzdělání získal již v prvorepublikových školách. V letech 1936–1939 studoval Vysokou školu architektury a pozemního stavitelství při ČVUT v Praze v ateliérech profesorů Oldřicha Blažíčka, Cyrila Boudy, Karla Pokorného (po válce pak ještě Martina Salcmana). Po uzavření vysokých škol v roce 1939 pracoval jako telegrafní dělník pro Ministerstvo spojů. V roce 1940 absolvoval kurzy reklamního návrhářství na Rotterově reklamní škole v Praze. Od podzimu 1940 do roku 1941 byl studentem Školy umění ve Zlíně. V letech 1944–1945 pracoval v totálním nasazení ve strakonické keramické velkovýrobě keramického nádobí (vlastník Václav Marek).
V roce 1945 se vrátil do Prahy k přerušenému vysokoškolskému studiu na Českém vysokém učení technickém, které roku 1946 absolvováním první a druhé státní zkoušky završil. Poté pracoval v Praze jako učitel výtvarné výchovy na Experimentálním gymnáziu v Libni, to však bylo brzy jako buržoazní nežádoucí zrušeno. V roce 1947 po krátké známosti s herečkou Jiřinou Štěpničkovou uzavřel sňatek a z tohoto vztahu se narodil pozdější herec Jiří Štěpnička.
Po ukončení studií dostal umístěnku do pohraničí. Rozhodl se pro Karlovy Vary, kam se v roce 1948 natrvalo přestěhoval. Vyučoval zde na místním gymnáziu výtvarnou výchovu a později i kreslení a malbu na porcelán na Střední průmyslové škole keramické. V roce 1963 zde vyučoval též kresbu na Pedagogickém institutu a v roce 1968 externě na místním gymnáziu.
Zemřel 9. srpna 1988 v Karlových Varech.

## Tvorba
Jan Samec byl všestranný výtvarník. Po skončení studia se od roku 1947 zabýval tvorbou užité keramiky a grafiky a jako ilustrátor spolupracoval s tiskem a nakladatelstvím Orbis Praha. V letech 1956–1960 výtvarně spolupracoval s Krajským nakladatelstvím Karlovy Vary. Též realizoval návrhy filmových plakátů, designu filmového tisku, návrhy cen udílených při Mezinárodním filmovém festivalu v Karlových Varech v letech 1964, 1966, 1967 a 1968. Po roce 1968 se zaměřil na výstavní instalace a výzdoby veřejných interiérů. Pro oblastní divadlo v Karlových Varech vytvořil řadu kostýmních a scénografických návrhů. Do roku 1960, také spolupracoval na scénických návrzích i s divadly v Ostravě a Teplicích. Z jeho realizovaných návrhů mezi nejúspěšnější patřily:
- Strakonický dudák /1952/
- Její pastorkyňa /1955/
- Fidlovačka /1956/
- Paní ministrová /1956/
- Skandál v obrazárně /1958/
- Radúz a Mahulena /1959/

V roce 1974 se podílel na restaurování exteriérové malby pravoslavného kostela v Karlových Varech.

## Výstava ke 100. jubileu
Jan Samec se vždy vracel k malířské tvorbě. K jeho nedožitým stým narozeninám uspořádala v roce 2017 karlovarské galerie umění přehledovou výstavu jeho malířské, zejména krajinářské tvorby. Expozice obsahovala na osmdesát umělcových maleb a kreseb, které vznikly od konce čtyřicátých let 20. století do roku 1988.

## Zastoupení ve sbírkách
Zastoupení ve sbírkách:
- Galerie umění Karlovy Vary
- Muzea a galerie ve Vodňanech